# Russian Government Cup 2010
Russian Government Cup 2010 - bandyturnering - spelades 3-5 december 2010 i Kirov i Ryssland . Ryssland vann turneringen genom att slå Sverige med 8-1 i finalmatchen.

## Grupp A
| Nr | Lag              | S | V | O | F | GM | IM | MS  | P |
| -- | ---------------- | - | - | - | - | -- | -- | --- | - |
| 1  | Ryssland         | 3 | 3 | 0 | 0 | 19 | 1  | +18 | 6 |
| 2  | Uljanovsk oblast | 3 | 2 | 0 | 1 | 8  | 4  | +4  | 4 |
| 3  | Sverige U23      | 3 | 1 | 0 | 2 | 6  | 14 | −8  | 2 |
| 4  | Finland          | 3 | 0 | 0 | 3 | 3  | 17 | −14 | 0 |

### Matcher
- 3 december 2010: Ryssland-Uljanovsk oblast 3-1 Kirov, Ryssland
- 3 december 2010: Finland-Sverige U 23 2-6 Kirov, Ryssland
- 3 december 2010: Ryssland-Finland 9-0 Kirov, Ryssland
- 4 december 2010: Sverige U 23-Uljanovsk oblast 0-5 Kirov, Ryssland
- 4 december 2010: Sverige U 23-Ryssland 0-7 Kirov, Ryssland
- 4 december 2010: Finland-Uljanovsk oblast 1-2 Kirov, Ryssland

## Grupp B
| Nr | Lag          | S | V | O | F | GM | IM | MS  | P |
| -- | ------------ | - | - | - | - | -- | -- | --- | - |
| 1  | Sverige      | 3 | 1 | 2 | 0 | 7  | 2  | +5  | 4 |
| 2  | Ryssland U23 | 3 | 1 | 2 | 0 | 6  | 1  | +5  | 4 |
| 3  | Kazakstan    | 3 | 1 | 2 | 0 | 5  | 2  | +3  | 4 |
| 4  | Kirov oblast | 3 | 0 | 0 | 3 | 1  | 14 | −13 | 0 |

### Matcher
- 3 december 2010: Ryssland U23-Kirov 0-0 Kirov, Ryssland
- 3 december 2010: Sverige-Kazakstan 5-0 Kirov, Ryssland
- 3 december 2010: Kirov-Sverige 1-1 Kirov, Ryssland
- 4 december 2010: Ryssland U 23-Sverige 1-1 Kirov, Ryssland
- 4 december 2010: Kazakstan-Ryssland U 23 0-5 Kirov, Ryssland
- 4 december 2010: Kirov-Kazakstan 4-1 Kirov, Ryssland

## Slutspel

### Match om sjunde plats
- 5 december 2010: Finland-Kazakstan 6-5

### Match om femte plats
- 5 december 2010: Sverige U23-Kirov 2-10

### Match om tredje pris
- 5 december 2010: Uljanovsk oblast-Ryssland U23 2-5 Kirov, Ryssland

### Final
- 5 december 2010: Ryssland-Sverige 8-1 Kirov, Ryssland

### Fotnoter
1. ↑  Svenska Bandyförbundet 3 december 2010 - Russian Government Cup för 19:e gången (läst 5 april 2011)